# Palpomyia luteifemorata
Palpomyia luteifemorata är en tvåvingeart som beskrevs av Edwards 1926. Palpomyia luteifemorata ingår i släktet Palpomyia och familjen svidknott. Inga underarter finns listade i Catalogue of Life.